# Sheila Jeffreys
Sheila Jeffreys (Londres, 13 de mayo de 1948) es una ex profesora de ciencias políticas en la Universidad de Melbourne. Expatriada inglesa y académica del feminismo lésbico, analiza la historia y la política de la sexualidad humana.
El argumento de Jeffreys de que la "revolución sexual" en términos masculinos contribuyó menos a la libertad de las mujeres que a su continua opresión ha merecido respeto y atraído críticas intensas. Sostiene que el hecho de que las mujeres sufran dolor al buscar la belleza es una forma de sumisión al sadismo patriarcal, que los transexuales reproducen roles de género opresivos y mutilan sus cuerpos mediante la cirugía de reasignación de sexo, y que la cultura lésbica se ha visto afectada negativamente al emular la influencia sexista de la subcultura masculina gay de la sexualidad dominante/sumisa.
Es autora de varios libros sobre feminismo e historia feminista, entre ellos The Spinster and Her Enemies (1985), The Sexuality Debates (1987), Anticlimax (1990), Unpacking Queer Politics (2003), Beauty and Misogyny (2005) y Gender Hurts (2014).
En marzo de 2018, dirigiéndose a una audiencia en la Cámara de los Comunes en una presentación titulada "Transgenerismo y el asalto al feminismo", se refirió a las mujeres trans diciendo que "ocupan parasitariamente los cuerpos de las mujeres". Sus comentarios fueron calificados como una "táctica fascista para deshumanizar" a las mujeres trans por la periodista Shon Faye.

## Obras

### Libros
- 1987. The Sexuality Debates. Nueva York: Routledge & K. Paul. ISBN 9780710209368.
- 1990. Anticlimax: A Feminist Perspective on Sexual Revolution. Londres: Women's Press. ISBN 9780704342033.
- 1993. The Lesbian Heresy: A Feminist Perspective on the Lesbian Sexual Revolution. Melbourne Norte, Victoria: Spinifex. ISBN 9781875559176 [Trad. esp.: La herejía lesbiana: una perspectiva feminista de la revolución sexual lesbiana. Madrid: Cátedra, 1996].
- 1997. The Spinster and Her Enemies: Feminism and Sexuality, 1880-1930. Melbourne Norte, Victoria: Spinifex. ISBN 9781875559633.
- 2003. Unpacking Queer Politics: A Lesbian Geminist Perspective. Cambridge Malden, Massachusetts: Polity Press en asociación con Blackwell Pub. ISBN 9780745628387.
- 2005. Beauty and Misogyny: Harmful Cultural Practices in the West. Londres, Nueva York: Routledge. ISBN 9780415351829.
- 2008. The Idea of Prostitution. (2ª edición). Melbourne Norte, Victoria: Spinifex. ISBN 9781876756673.
- 2009. The Industrial Vagina: The Political Economy of the Global Sex Trade. Londres, Nueva York: Routledge. ISBN 9780415412339 [Trad. esp.: La industria de la vagina: la economía política de la comercialización global del sexo. Buenos Aires: Paidós, 2011].
- 2012. Man's Dominion: Religion and the Eclipse of Women's Rights in World Politics. Abingdon, Oxfordshire, Nueva York: Routledge. ISBN 9780415596749.
- 2014. Gender Hurts: A Feminist Analysis of the Politics of Transgenderism. Abingdon, Oxfordshire: Routledge, Taylor & Francis Group. ISBN 9780415539401.
- 2018. The Lesbian Revolution: Lesbian Feminism in the UK 1970-1990. Oxon: Routledge. ISBN 978-1138096561.